# 宇宙無極
宇宙無極（日语：ロジユニヴァース），是日本純種競賽馬匹。生涯活躍於中距離賽事，曾勝出2009年東京優駿（日本打吡大賽），並於同年榮獲最佳3歲雄馬頭銜。

## 出賽前
2006年3月11日出生於北海道早來町（今安平町）北部牧場，成長途中被馬主久米田正明購入。
其後交由美浦訓練中心練馬師萩原清訓練。

## 競賽生涯

### 2歲
2008年7月6日出戰阪神競馬場2歲新馬戰，由武豐策騎下成功於直路上由中團位置衝出，最終以1/2馬位取得首勝。
8月4日出戰札幌兩歲錦標，由於上戰之騎師武豐需要策騎名將森遜遠征法國出戰凱旋門大賽，因而由橫山典弘策騎。比賽開始後，其保持於中團位置穩步追走，進入直路後隨即衝出領先，最終以1 1/4馬位優勢取得首個分級賽冠軍。
短暫放草過後出戰12月的日經電台盃兩歲錦標，賽前僅次於帝王加冕取得第二人氣。比賽開始後，前方由帝王加冕展開推進，宇宙無極以緊取其後的方式在第二的位置推進。進入直路後，其趁前方帝王加冕力弱失速的時機瞬間超越對手取得領先，後續繼續突放之下大幅拋離後方賽駒，最終以4馬位的巨大優勢再下一城。

### 3歲
2009年以3月8日的彌生賞作爲首戰，比賽初段隨即搶佔位置進行領放，於比賽途中拉開後方下成功一放到底，最終以2 1/2馬位優秀奪得分級賽三連霸。
4月19日出戰皋月賞，由於此前戰績優秀且目前無敗，其以1.7倍獨贏賠率取得第一人氣。比賽開始後，其選擇於中團靠前約莫第七左右的位置展開推進，並於最後彎道時進佔較前方。進入直路後，其嘗試加速由所在位置衝出，然而未能發揮實力下沉底，最終以第十四大敗。
5月31日出戰東京優駿，雖然其於皋月賞失利，但仍然憑藉分級賽三勝的實績僅次於所向披靡獲得第二人氣。比賽開始後，其以先行戰術於第三的位置跟隨前方的帝王加冕及咖啡寶推進，並於比賽途中一直保持穩定的節奏。通過最後彎道時，其捉緊其他馬匹抽出外檔避開大爛地的時機閃入內欄位置，並於進入直路後隨即加速。最後300米時，憑藉其於內欄的不斷衝刺，其成功超越前方對手取得領先，繼續保持速度下切斷了帝王加冕反超的機會，最終以拋離後方4馬位的姿態奪得首個一級賽冠軍，不但為騎師橫山帶來首個打吡優勝，亦為練馬師萩原清及馬主久米田正明帶來首個一級賽頭銜。
贏得打吡後其進入放草，並於9月12日返回馬房訓練，最初計劃以聖烈特紀念及神戶新聞盃作爲熱身，並以菊花賞作爲主要目標，但其後改爲以阿根廷共和國盃、日本盃及有馬紀念的路線前進。然而11月25日訓練過後，其被發現左前腳有筋肉疼痛的跡象，最終避戰所有賽事並進入休養。
年末，由於其勝出東京優駿，於評選中以235票當選最佳3歲雄馬。

### 4歲
2010年其以日經賞作爲年度首戰，但於其中以第六落敗。
其後出戰寶塚紀念，雖然比賽途中一直處於前方位置，然而進入直路後突然失速，最終以第十三大敗。
8月22日出戰札幌紀念，於其中僅敗於熱誠真摯以第二完賽。
然而札幌紀念賽其被發現腳步不安，最終進入長期休養並直接跳過5歲生涯。

### 6歲
2012年8月19日於札幌紀念復出，爲其時隔2年的首場比賽，然而其狀態完全未恢復之下以包尾第十四落敗。
賽後其再度因狀態不佳進入長期休養，最終於2013年時陣營安排退役。

### 詳細賽績
| 日期       | 舉辦國家 | 馬場 | 距離   | 級別   | 賽事名稱           | 負重 | 騎師     | 馬號 | 出馬 | 名次 | 時間   | 頭馬（二馬）      |
| ---------- | -------- | ---- | ------ | ------ | ------------------ | ---- | -------- | ---- | ---- | ---- | ------ | ----------------- |
| 6/7/2008   | 日本     | 阪神 | 草1800 |        | 2歲新馬            | 54   | 武豐     | 8    | 12   | 1    | 1:49.1 | （Pros and Cons） |
| 4/10/2008  | 日本     | 札幌 | 草1800 | JpnIII | 札幌兩歲錦標       | 55   | 橫山典弘 | 4    | 14   | 1    | 1:49.1 | （Executive）     |
| 27/12/2008 | 日本     | 阪神 | 草2000 | JpnIII | 日經電台盃兩歲錦標 | 55   | 横山典弘 | 6    | 11   | 1    | 2:01.7 | （帝王加冕）      |
| 8/3/2009   | 日本     | 中山 | 草2000 | JpnII  | 彌生賞             | 56   | 横山典弘 | 10   | 10   | 1    | 2:03.5 | （Mikki Petra）   |
| 19/4/2009  | 日本     | 中山 | 草2000 | JpnI   | 皋月賞             | 57   | 横山典弘 | 1    | 18   | 14   | 2:00.6 | 所向披靡          |
| 31/5/2009  | 日本     | 東京 | 草2400 | JpnI   | 東京優駿           | 57   | 横山典弘 | 1    | 18   | 1    | 2:33.7 | （帝王加冕）      |
| 27/3/2010  | 日本     | 中山 | 草2500 | GII    | 日經賞             | 58   | 横山典弘 | 15   | 15   | 6    | 2:34.4 | 逐鹿沙場          |
| 27/6/2010  | 日本     | 阪神 | 草2200 | GI     | 寶塚紀念           | 58   | 安藤勝己 | 9    | 17   | 13   | 2:14.2 | 中山慶典          |
| 22/8/2010  | 日本     | 札幌 | 草2000 | GII    | 札幌紀念           | 57   | 横山典弘 | 10   | 16   | 2    | 1:59.7 | 熱誠真摯          |
| 19/8/2012  | 日本     | 札幌 | 草2000 | GII    | 札幌紀念           | 57   | 横山典弘 | 1    | 14   | 14   | 2:04.3 | Fumino Imagine    |

## 退役後
退役後，宇宙無極成爲了配種馬，於北海道新冠町優駿Stallion Station休養，在2014年進行配種。首批子嗣於2015年出生。首批子嗣可於2017年出賽，10月8日經已有中央的子嗣在未勝利戰勝出。

## 血統簡介
父系新宇宙為日本賽駒，生涯戰績優秀，曾於2003年奪得皋月賞及日本打吡冠軍，退役後配種成績亦不俗。祖父週日寧靜是美國三冠賽雙冠馬，退役後在日本配種，在日本馬壇相當成功，贏得多項分級賽事，其子嗣贏得巨額獎金。
母系Acoustics為日本馬匹，生涯無出賽紀錄。外祖父十字灣角為愛爾蘭生產的英國賽駒，生涯戰績優秀，曾勝出一級賽樂景傑錦標。

### 血統表
| 父線：週日寧靜系（Halo系）             |                             |               |                 |
| 種馬 新宇宙 2000年（棗色）             | 週日寧靜 1986年（棕色）     | Halo          | Hail to Reason  |
| 種馬 新宇宙 2000年（棗色）             | 週日寧靜 1986年（棕色）     | Halo          | Cosmah          |
| 種馬 新宇宙 2000年（棗色）             | 週日寧靜 1986年（棕色）     | Wishing Well  | Understanding   |
| 種馬 新宇宙 2000年（棗色）             | 週日寧靜 1986年（棕色）     | Wishing Well  | Mountain Flower |
| 種馬 新宇宙 2000年（棗色）             | Pointed Path 1984年（栗色） | 基斯          | Sharpen Up      |
| 種馬 新宇宙 2000年（棗色）             | Pointed Path 1984年（栗色） | 基斯          | Doubly Sure     |
| 種馬 新宇宙 2000年（棗色）             | Pointed Path 1984年（栗色） | Silken Way    | Shantung        |
| 種馬 新宇宙 2000年（棗色）             | Pointed Path 1984年（栗色） | Silken Way    | Boulevard       |
| 繁殖雌馬 Acoustics 2001年（棗色）      | 十字彎角 1994年（棗色）     | 綠沙漠        | 單色            |
| 繁殖雌馬 Acoustics 2001年（棗色）      | 十字彎角 1994年（棗色）     | 綠沙漠        | Foreign Courier |
| 繁殖雌馬 Acoustics 2001年（棗色）      | 十字彎角 1994年（棗色）     | Park Appeal   | Ahonoora        |
| 繁殖雌馬 Acoustics 2001年（棗色）      | 十字彎角 1994年（棗色）     | Park Appeal   | Balidaress      |
| 繁殖雌馬 Acoustics 2001年（棗色）      | Soninke 1996年（深棗色）    | Machiavellian | 淘金者          |
| 繁殖雌馬 Acoustics 2001年（棗色）      | Soninke 1996年（深棗色）    | Machiavellian | Coup de Folie   |
| 繁殖雌馬 Acoustics 2001年（棗色）      | Soninke 1996年（深棗色）    | Sonic Lady    | 雷利耶夫        |
| 繁殖雌馬 Acoustics 2001年（棗色）      | Soninke 1996年（深棗色）    | Sonic Lady    | Stumped         |
| 雌系：號族：B3                         |                             |               |                 |
| 五代內近親交配：Halo 3×5、北地舞人 5×5 |                             |               |                 |

## 命名由來
名字中，Logi（ロジ）是馬主久米田正明之冠名，出自其所經營的公司Logiflex Co.，同時在古北歐語中亦帶有火焰之意思，Universe（ユニヴァース）是宇宙之意思，繼承自父系新宇宙的名字，香港則忽略冠名部分下，加以聯想，翻譯為「宇宙無極」。

## 外部連結
- 宇宙無極 netkeiba.com （页面存档备份，存于）
- 血統表 （页面存档备份，存于）